# Campeonato navarro del Cuatro y Medio 2005
La VII edición del Campeonato navarro del Cuatro y Medio, competición de pelota vasca en la variante de pelota mano profesional de primera categoría, se disputó en el año 2005. Fue organizada conjuntamente por Asegarce y ASPE, las dos principales empresas dentro del ámbito profesional de la pelota mano, junto con la Federación Navarra de Pelota.
En esta edición se llevó la txapela el máximo favorito Olaizola II. 

## Octavos de final
| Fecha    | Frontón y localidad | Rojo   | Azul          | Tanteo |
| -------- | ------------------- | ------ | ------------- | ------ |
| 11/06/05 | Labrit, Pamplona    | Beloki | Bengoetxea VI | 15-22  |

## Cuartos de final
| Fecha    | Frontón y localidad  | Rojo          | Azul          | Tanteo        |
| -------- | -------------------- | ------------- | ------------- | ------------- |
| 18/06/05 | Aritzbatalde, Zarauz | Patxi Ruiz    | Bengoetxea VI | 12-22         |
|          |                      | Eugi (lesión) | Barriola      | No se disputó |

## Semifinales
| Fecha    | Frontón y localidad  | Rojo              | Azul          | Tanteo |
| -------- | -------------------- | ----------------- | ------------- | ------ |
| 25/06/06 | Labrit, Pamplona     | Olaizola II       | Bengoetxea VI | 22-04  |
| 26/06/06 | Aritzbatalde, Zarauz | Martínez de Irujo | Barriola      | 18-22  |

## Final
| Fecha    | Frontón y localidad | Rojo        | Azul     | Tanteo |
| -------- | ------------------- | ----------- | -------- | ------ |
| 07/07/06 | Labrit, Pamplona    | Olaizola II | Barriola | 22-11  |

- Datos: Q2890780